# Armia Północy

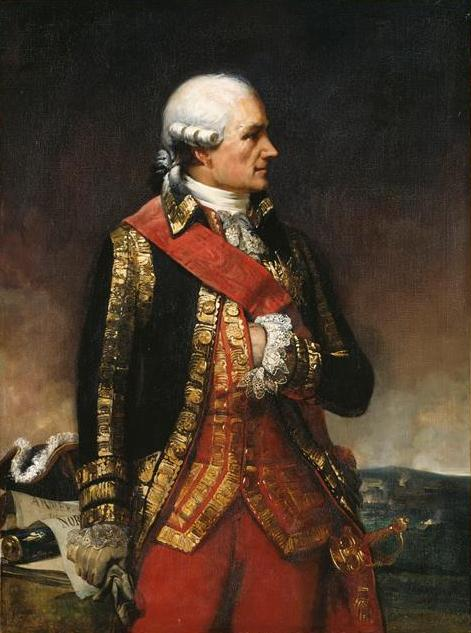
Marszałek Jean-Baptiste de Rochambeau, pierwszy dowódca armii północy

Armia Północy (Armée du Nord) – francuski związek operacyjny okresu Pierwszej Republiki Francuskiej i Pierwszego Cesarstwa.

## Republika

### Dzieje
Armia Północy była jedną z tych trzech armii, które były pierwszymi związkami armijnymi w historii. Utworzona została na mocy dekretu Ludwika XVI 14 grudnia 1791 roku. Jej zadaniem była obrona północno-wschodniej granicy Francji przed wojskami I koalicji antyfrancuskiej. Formacje wchodzące w skład armii toczyły intensywne walki z wojskami brytyjskimi, austriackimi, holenderskimi i w mniejszym stopniu z pruskimi. Armia Północy brała udział w wielu kluczowych bitwach takich jak pod Neerwinden, Famars, Hondschoote, Wattignies i Tournai. Po bitwie pod Fleurus armia została skierowana na podbój Republiki Zjednoczonych Prowincji. Po szeregu zwycięstw Armia Północy zajęła całą Holandię, a na tych terenach powołano satelicką Republikę Batawską. Następnie jej formacje pełniły rolę porządkową i obserwacyjną, tocząc mało intensywne walki z brytyjskimi desantami i armią hanowerską. Armia Północy rozwiązana została dekretem Dyrektoriatu 25 października 1797 roku.
1 października 1792 roku z Armii Północy wyodrębniona została Armia Ardenów, natomiast 29 czerwca 1794 roku część formacji Armii Północy została włączona w skład nowo powstałej Armii Sambry i Mozy.

### Dowódcy
- marszałek Jean-Baptiste de Rochambeau; od 14 grudnia 1791 roku do 18 maja 1792 roku
- marszałek Nicolas Luckner; od 18 maja do 11 lipca 1792 roku
- generał Marie Joseph de La Fayette; od 11 lipca do 19 sierpnia 1792 roku
- marszałek Charles François Dumouriez[1]; od 19 sierpnia do 28 września 1792 roku
- generał Anne François de La Bourdonnaye; od 28 września do 25 listopada 1792 roku
- generał Francisco de Miranda; od 25 listopada 1792 roku do 1 lutego 1793 roku
- generał Charles François Dumouriez; od 1 lutego do 4 kwietnia 1793 roku
- generał Auguste Marie Picot de Dampierre; od 6 kwietnia do 8 maja 1793 roku
- generał François Joseph Drouot de Lamarche; od 8 maja do 27 maja 1793 roku
- generał Adam Philippe de Custine; od 27 maja do 16 lipca 1793 roku
- generał Charles Édouard Jennings de Kilmaine; od 16 lipca do 10 sierpnia 1793 roku
- generał Jean Nicolas Houchard; od 10 sierpnia do 23 września 1793 roku
- generał Florent Joseph Duquesnoy; od 23 września do 25 września 1793 roku
- generał Jean-Baptiste Jourdan; od 25 września do 9 listopada 1793 roku
- generał Florent Joseph Duquesnoy; od 9 listopada do 14 listopada 1793 roku
- generał Jean-Baptiste Jourdan; od 14 listopada 1793 roku do 12 stycznia 1794 roku
- generał Jacques Ferrand; od 12 stycznia do 8 lutego 1794 roku
- generał Jean-Charles Pichegru; od 8 lutego do 18 października 1794 roku
- generał Jean Victor Marie Moreau; od 18 października do 4 grudnia 1794 roku
- generał Jean-Charles Pichegru; od 4 grudnia 1794 roku do 20 marca 1795 roku
- generał Jean Victor Marie Moreau; od 20 marca 1795 roku do 29 marca 1796 roku
- generał Joseph Souham; od 29 marca do 3 kwietnia 1796 roku
- generał Pierre Riel de Beurnonville; od 4 kwietnia do 15 września 1796 roku
- generał Antoine Alexandre Dejean; od 15 września 1796 roku do 24 września 1797 roku
- generał Pierre Riel de Beurnonville; od 24 września 1797 roku do rozwiązania

## Cesarstwo
Armia Północy była najsilniejszym francuskim związkiem armijnym w okresie Stu Dni Napoleona. To jej siłami Napoleon prowadził kampanię belgijską i to jej formacje stoczyły m.in. bitwy pod Quatre Bras, Ligny, Waterloo i Wavre. Armia Północy poniosła w kampanii bardzo duże straty i zaraz po abdykacji Napoleona została rozwiązana. W przededniu kampanii liczyła prawie 120 tysięcy żołnierzy i oficerów.
Dowódcą Armii Północy był sam Napoleon, natomiast szefem sztabu marszałek Nicolas Jean de Dieu Soult.

### Skład
Lewe skrzydło; d-ca marszałek Michel Ney
- I Korpus Armii; d-ca generał Jean-Baptiste Drouet d’Erlon
- II Korpus Armii; d-ca generał Honoré Charles Reille

Prawe skrzydło; d-ca marszałek Emmanuel de Grouchy
- III Korpus Armii; d-ca generał Dominique Vandamme
- IV Korpus Armii; d-ca generał Étienne Maurice Gérard

Rezerwa, pod osobistym dowództwem Napoleona
- Gwardia Cesarska; d-ca generał Antoine Drouot
- VI Korpus Armii; d-ca generał Georges Mouton
- I Korpus Kawalerii; d-ca generał Claude Pierre Pajol
- II Korpus Kawalerii; d-ca generał Rémy Isidore Exelmans
- III Korpus Kawalerii; d-ca generał François Étienne Kellermann
- IV Korpus Kawalerii; d-ca generał Édouard Jean Baptiste Milhaud